# Deutsche Botschaft Amman
Die Deutsche Botschaft Amman ist die diplomatische Vertretung der Bundesrepublik Deutschland im Haschemitischen Königreich Jordanien.

## Lage und Gebäude
Die Kanzlei der Botschaft liegt im zentralen Stadtteil Zahran der jordanischen Hauptstadt Amman. Die Straßenadresse lautet: Benghasi Street 25, Jabal Amman. Das acht Kilometer entfernte Außenministerium ist in 20 Minuten erreichbar. Zum 35 km südlich gelegenen internationalen Flughafen (Queen Alia International Airport) beträgt die Fahrtzeit in der Regel eine dreiviertel Stunde. Zum 85 km nördlich nutzbaren Grenzübergang nach Israel dauert es über den Jordan River Highway gut zwei Stunden im Kfz.
Das fünfgeschossige Kanzleigebäude wurde aus einheimischem Kalkstein unter Berücksichtigung von landestypischen Gestaltungselementen errichtet. Auf dem Gelände befindet sich ebenfalls die Residenz des Botschafters. Einen im Jahr 2020 durchgeführten Wettbewerb für den Neubau einer Residenz und einer Kanzlei gewannen Worschech architects aus Erfurt.

## Auftrag und Organisation
Die Botschaft Amman hat den Auftrag, die bilateralen Beziehungen zu Jordanien zu pflegen, die deutschen Interessen gegenüber der Regierung des Gastlands zu vertreten und die Bundesregierung über Entwicklungen im Gastland zu unterrichten.
In der Botschaft werden die Sachgebiete Politik, Wirtschaft, Presse und Kultur bearbeitet. Das Rechts- und Konsularreferat der Botschaft bietet alle konsularischen Dienstleistungen für in Jordanien ansässige deutsche Staatsangehörige an. Es stellt Visa für Aufenthalte in Deutschland für Staatsangehörige Jordaniens aus. Die Botschaft unterhält eine telefonische Rufbereitschaft für konsularische Notfälle deutscher Staatsangehöriger außerhalb der Dienstzeit.
Es besteht ein Militärattachéstab, der alle militärpolitischen, militärischen und wehrtechnischen Aufgaben in Jordanien wahrnimmt.
Das „Referat für Wirtschaftliche Zusammenarbeit und Entwicklung“ koordiniert die Entwicklungszusammenarbeit. Deutschland ist nach den USA der zweitgrößte bilaterale Geber von Mitteln für Jordanien. Im Jahr 2021 hat das Bundesministerium für wirtschaftliche Zusammenarbeit und Entwicklung (BMZ) Jordanien 483,69 Millionen Euro für entwicklungspolitische Projekte zugesagt. Die Zusammenarbeit konzentriert sich auf die Bereiche Berufsbildung und Beschäftigung, Wasser sowie Flucht und Migration.
Die Botschaft übernimmt auch Aufgaben, die in Zusammenhang mit dem Flüchtlingsdrama aus Syrien stehen. Sie organisierte zusammen mit dem THW Hilfsmaßnahmen für Flüchtlinge und gefährdete Personen.

## Geschichte
Das Königreich Jordanien wurde am 25. Mai 1946 vom Vereinigten Königreich unabhängig. Nach Aufnahme diplomatischer Beziehungen entsandte die Bundesregierung im Jahr 1953 erstmals einen Gesandten nach Amman. Die Vertretung war am 17. November 1953 als Zweigstelle der Gesandtschaft Bagdad eröffnet worden. Am 1. März 1955 wurde die Vertretung in Amman selbst in eine Gesandtschaft umgewandelt; am 25. Oktober 1959 erfolgte die Umwandlung in eine Botschaft. Am 13. Mai 1965 wurden die diplomatischen Beziehungen abgebrochen (Frankreich übernahm die Schutzmachtvertretung) und am 27. Februar 1967 mit Wiedereröffnung der Botschaft erneuert.
Am 8. Oktober 1973 nahmen die DDR und Jordanien diplomatische Beziehungen auf. Die DDR-Botschafter in Damaskus (Syrien) waren in Amman nebenakkreditiert.